# 賈元勳
贾元勋（？—？），號愧莪，四川重庆府巴县人。明朝政治人物。

## 生平
天啓元年（1621年）辛酉科四川鄉試舉人，天啓二年（1622年）壬戌科進士。初授江西金溪县知县，五年考察，六年补容城知县，七年升刑部陕西司主事，崇祯二年升员外郎，调工部，三年降职为河南副理问。四年升怀庆府推官，五年升南刑部江西司主事，六年升郎中，七年官至承天府知府，十二年升湖广副使。他居官贪酷，居乡横暴。

## 家族
有子贾襄之，庠生。